# Henry Fawcett
Pour les articles homonymes, voir Fawcett.
Henry Fawcett, né le 26 août 1833 à Salisbury et mort d'une pleurésie le 6 novembre 1884 à Londres, est un homme politique et féministe britannique. Il est l'époux de Millicent Garrett Fawcett et le père de Philippa Fawcett.

## Biographie
Après ses études à Peterhouse puis Trinity Hall, à Cambridge. Il y obtient son BA en 1856 et en devient alors Fellow. Il envisage un temps de devenir avocat et s'inscrit au Lincoln's Inn mais renonce en 1860 et se dirige vers l'économie. Il devient professeur d'économie politique à Cambridge en 1863. En 1883, il est élu recteur de l'Université de Glasgow.
En 1858, il devient aveugle à la suite d'un accident de chasse. En 1865, il demande en mariage Elizabeth Garrett qui refuse préférant se concentrer sur ses études. Deux ans plus tard, il épouse la sœur cadette de celle-ci Millicent Garrett, avec qui il a une fille Philippa Fawcett.
En 1865, il est élu à la Chambre des communes pour le parti libéral pour Brighton puis Hackney. Il milite pour le droit de vote des femmes. En 1880, il est nommé Postmaster General et entre au conseil privé.